# 2e régiment de marche du 1er étranger
Pour les articles homonymes, voir 2e régiment.
Le 2e régiment de marche du 1er étranger était une unité militaire française de la Légion étrangère qui exista de façon éphémère de 1914 à 1915.

## Création et différentes dénominations
- Le régiment est créé en septembre 1914 à partir d'effectifs du 1er régiment étranger.
- Le 11 novembre 1915, le régiment est dissout et fusionne avec le 2e régiment de marche du 2e étranger pour former le régiment de marche de la légion étrangère.

## Historique des garnisons, campagnes et batailles

### Première guerre mondiale
- Création du régiment

Le 14 août 1914 le ministre décide que les étrangers pourront contracter un engagement pour la durée de la guerre. Le 1er RE de Sidi Bel-Abbès reçoit l’ordre du ministère de constituer deux unités afin d’encadrer les dépôt de Lyon, Avignon et Bayonne où les volontaires affluent. L’effectif prévu pour chaque dépôt est de 1 officier, 4 sous-officiers et 22 légionnaires, et doit être exclusivement français ou naturalisé.

#### 1914
Les deux demi-bataillons à deux compagnies quittent Sidi Bel-Abbès le 28 août 1914 et arrivent le 7 septembre en métropole.
Le 1er demi bataillon (9/39/384), chef de bataillon Drouin, 17e et 18e compagnies, est destiné au dépôt de Lyon. Le 2e demi bataillon (10/38/367), capitaine Collet, 19e et 20e compagnies, est destiné au dépôt d’Avignon.
À leur arrivée, les demi-bataillons constituent chacun un bataillon de 250 hommes (Bataillons A et B) avec les effectifs d’engagés volontaires disponibles dans les dépôts. 
Lorsque le 12 septembre, le colonel Pein prend le commandement du 2e RM du 1er RE, le régiment compte deux bataillons à quatre compagnies chacun.
- Premiers combats dans la Marne

Le 25 septembre, le régiment part pour le camp de Mailly et est placé sous l’autorité de la 20e région du général de Torcy.
Le 18 octobre 1914, les deux régiments de marche des 1er et 2e étrangers sont mis à la disposition de la 5e armée et forment une brigade de réserve d’armée intégrée à la Division marocaine.
Le 21 octobre le régiment est déplacé dans la Marne à Verzy et occupe les tranchées situées entre Prunay et Sillery (Marne).
Arrivé le 26 octobre au camp de Mailly, le bataillon C aux ordres du commandant Noiré et constitué à partir du dépôt de Bayonne, est également mis en ligne au début de novembre 1914 à Prunay.
De même, le 22 novembre, le bataillon D du chef de bataillon Muller en provenance du dépôt d’Avignon, cantonne à Louvois où il complètera sa formation jusqu’en décembre. Deux de ses compagnies montent au front le 13 décembre dans le secteur des Marquises.
À partir d’octobre 1914 les bataillons se relaient et sont soit en ligne dans les tranchées des secteurs de Prunay et de la Cité des Marquises soit en cantonnement dans les Villages de Verzenay et Mailly ou au bord du canal de l’Aisne à la Marne (Ferme de l’Espérance). Le régiment est en permanence exposé aux duels d’artillerie et aux coups de main ennemis.

#### 1915
Le 2e de marche du 1er RE est relevé de ses positions entre le 22 et le 24 avril 1915. Il stationne du 24 au 25 avril à Villers-Allerand, Louvois, Montchenot et Sermiers jusqu’à son transport par train à Aubigny-en-Artois. Le 27, le régiment est à Villers-Brûlin et à Béthonsart.
Dès le 28, il est remis en 1re ligne et relève des éléments de la 77e division d’infanterie. Le PC des premières lignes de la division s’installe alors à la ferme de Berthonval. Les bataillons au repos stationnent à Acq.
- Combats en Artois, région de Neuville-Saint-Vaast – Givenchy

Le 9 mai 1915 à 10 heures, après une faible préparation d’artillerie, les bataillons C, D, A et B se lancent successivement à l’assaut. Les effectifs engagés sont de 75 officiers et 3 822 hommes de troupe.
En 1h30 de combat, le régiment parvient à remporter tous ses objectifs (Ouvrages Blancs - ouvrage de Nuremberg) et atteint finalement la route de Béthune puis la cote 140. Par manque de renfort, il ne parvient à se maintenir que deux heures sur ce dernier objectif et est contraint de se replier sur la cote 123 qu’il tiendra jusqu’à sa relève le lendemain matin. Libération du village de carency en artois
Les pertes lors de l’affrontement sont considérables : 1 889 hommes, soit près de 50 pour cent des effectifs, sont hors de combat (tués ou disparus : 20 officiers et 933 hommes de troupe - blessés : 28 officiers et 956 hommes de troupe).
Le tribut des officiers est éloquent : le chef de corps, le colonel Cot, est blessé tandis que 3 chefs de bataillons sur quatre ont été tués (commandants Noiré du Bat. C, Muller du Bat. D et Gaubert du Bat A). On déplore également la mort de l’ancien chef de corps, le colonel Pein, récemment commandant de la 1re Brigade de la Division marocaine.
Le 30 mai, le régiment est partiellement reconstitué et compte à nouveau quatre bataillons grâce à l’apport de renforts.
Les 4 et 5 juin, 325 Italiens quittent le régiment pour rejoindre l’armée de leur pays qui vient d'entrer en guerre. 
Le 16, le 2e de marche, formé à 3 bataillons, compte 67 officiers et 2 509 hommes de troupe.
Il s’illustre à nouveau dans les combats de Souchez – Givenchy. Ses pertes sont à nouveau importantes, 625 hommes hors de combat (tués ou disparus : 2 officiers et 305 hommes de troupe - blessés : 18 officiers et 300 hommes de troupe). Le commandant Collet, seul rescapé du 9 mai, fait partie des blessés.
Le régiment est relevé entre le 17 et le 19 juin et prend ses cantonnements à Chelers.
Le 21 juin, les Alsaciens et Lorrains qui n’ont pas signé la déclaration de servir contre l’Allemagne quittent le corps et sont dirigés vers le dépôt.
Le 22 juin, le bataillon des Grecs (Bon C), au comportement peu glorieux lors de la dernière attaque, est renvoyé vers l’arrière pour parfaire son instruction. Le régiment ne dispose plus alors que de deux bataillons soit environ 950 hommes.
Les 24 et 25 juin il se retrouve à nouveau dans les tranchées de 1re ligne du secteur de Givenchy. Relevé dès le 26, il cantonne dans la région d’Hesdin jusqu’au 6 juillet.
Le 1er juillet 1915, le 2e de marche, constitué de 39 officiers et 1 113 hommes, dont 150 Russes en instance de résiliation de contrat ou de mutation, est toujours limité à deux bataillons.
- Repos dans la région de Montbéliard

À partir du 8 juillet le régiment stationne dans la région de Montbéliard avec la division Marocaine (Montbéliard, Sochaux et Exincourt).
Le 14, il change de cantonnements et se rend à Buyans, Champey, Coisevaux, Chevret  et Couthenans puis Verlans.
Le 15, à la suite de la dissolution du 3e régiment de marche du 1er étranger, 5 officiers et 892 hommes de troupe sont affectés au régiment qui compte alors 2 060 hommes. Le 18 juillet, 42 permissionnaires du 3e de Marche complètent ce renfort.
Le 17 juillet le régiment part pour Plancher-les-Mines et Le Mont.
Le 1er août le régiment compte 2 385 hommes et 54 officiers répartis dans deux bataillons A et B, une compagnie hors rang, une compagnie de mitrailleuses et une compagnie de mitrailleuses de brigade.
26 – 27 août, le régiment quitte Plancher-les-Mines et va relever le 2e de marche du 2e régiment étranger à Soppe-le-Haut, Sentheim, Roderen, Morzwiller et Leimbach.
Le 1er septembre le régiment retourne à Plancher les Mînes et Le Mont et constitue un peloton de sapeurs.
Le 13 septembre 1915. Le régiment ainsi que la division du Maroc participent à une revue en présence du président de la République et du ministre de la guerre. Lors de la cérémonie le régiment reçoit son drapeau ainsi que la croix de guerre avec palme pour sa citation récente à l’ordre de l’armée.
- Combats dans la Marne

Les 15 et 16 septembre le régiment quitte Plancher-les-Mînes pour une autre zone du front proche de Châlons-sur-Marne. Les deux bataillons s’installent à proximité de Suippes. La 1re brigade (Colonel Delavan) passe sous le commandement de la 10e DIC du général Marchand tout en restant administrativement sous la responsabilité de la division marocaine.
25 septembre-6 octobre : seconde bataille de Champagne

Le 25 septembre, il reçoit l’ordre de participer à une offensive avec la 10e DIC dans la région de Souain. Celle-ci se déroulera jusqu’au 28 et se soldera par un échec du fait de la solidité des positions allemandes, des bombardements incessants et de la trop faible préparation d’artillerie. La tentative de prendre les deuxièmes lignes allemandes le 28 septembre est particulièrement meurtrière. Sur les 43 officiers et 1 960 hommes de troupe engagés le régiment perd 20 officiers et 608 hommes de troupe (tués, disparus et blessés).
En 4 jours de combat le bilan est très lourd et l’encadrement du régiment est particulièrement affecté : les deux chefs de bataillons Burel et Declève ont été tués (ou disparus) et 6 compagnies sur 8 ont perdu leur commandant. Les pertes totales sont de 951 hommes (officiers : 12 tués ou disparus, 17 blessés - hommes de troupe : 922 tués disparus ou blessés)
Le régiment est relevé le 2 octobre et s’installe le 4 au camp de la Noblette où il se réorganise à 3 compagnies de manœuvre par bataillon.
Du 6 au 17 octobre, le 2e de Marche est à nouveau engagé dans une opération autour de Souain. Placé en réserve de corps d’armée, il perd à nouveau 115 hommes (tués disparus ou blessés) dont un officier.
- Dissolution dans l'Oise

Relevé le 18 octobre, le régiment est au repos à Verberie et Saint-Vaast-de-Longmont le 21.
Le 8 novembre le bataillon B est dissout est fusionne avec le A. 
Le 11 novembre le 2e régiment de marche du 1er étranger est officiellement dissous. Le commandement du nouveau régiment est confié au Lt Colonel Cot. 38 officiers et 1 233 hommes de troupe sont ainsi affectés au nouveau régiment, principalement dans le 1er bataillon, la compagnie hors rang, la compagnie de mitrailleuses du régiment et la 1re compagnie de mitrailleuses de brigade.

## Traditions

### Insigne
Il n'existe pas d'insigne régimentaire.

### Drapeau
Le 13 septembre 1915, à Chaux, lors d’une revue en présence du président de la république Raymond Poincaré, le régiment reçoit son drapeau décoré de la croix de guerre avec une palme pour sa citation du 8 septembre 1915 (Artois – 9 mai 1915).
Une seconde palme est décernée au régiment, après sa dissolution, pour sa citation du 28 janvier 1916 (Marne, ferme de Navarin – septembre à octobre 1915).
Le drapeau est conservé par le RMLE à la dissolution du régiment.

### Décorations
Le régiment est cité deux fois à l’ordre de l’armée ce qui lui confère deux palmes sur sa croix de guerre :
- Citation décernée le 8 septembre pour les faits du 9 mai 1915 en Artois (Ordre no 102 de la Xe Armée).
- Citation décernée le 28 janvier 1916 pour les faits du 20 septembre au 17 octobre 1915 dans la Marne (Ordre général no 478 de la IVe Armée).

## Liste des chefs de corps
- 12 septembre 1914 - 8 mai 1915, Colonel Pein (†)
- 8 mai 1915 - 9 mai 1915, colonel Cot
- 9 mai 1915 - 13 juin 1915, en intérim, commandant Collet.
- 13 juin 1915 - 11 novembre 1915, colonel Cot.

Nota : le colonel Pein, nommé commandant de la 1re brigade marocaine dont fait partie le 2e de marche, est tué à l'ennemi lors des combats du 9 mai 1915.

## Personnalités ayant servi au sein du régiment
- Louis de la Salle (1872-1915), poète et sous-lieutenant au régiment d'août 1914 à janvier 1915. Son nom est inscrit au Panthéon parmi les 560 écrivains morts au combat pendant la Première Guerre mondiale.
- François Faber (1887-1915), coureur cycliste luxembourgeois, vainqueur du Tour de France en 1909.